# Força nuclear forta
En física de partícules, la força nuclear forta, també anomenada força forta, interacció nuclear forta o interacció forta és una de les quatre forces fonamentals de l'Univers. Les altres tres són la gravitació, l'electromagnetisme i la força nuclear feble. A escala atòmica, és 137 vegades més forta que l'electromagnetisme, que al seu torn és diversos ordres de magnitud més fort que la força nuclear feble ({\displaystyle 10^{6}}) i la gravitació ({\displaystyle 10^{39}}).
La força nuclear forta actua sobre els mesons i barions, les partícules compostes formades per quarks i antiquarks. La interacció d'aquesta força és portada per uns bosons anomenats gluons, de manera equivalent a la força electromagnètica que és portada pels fotons. Aquesta força és la responsable que els quarks es mantinguin units per a formar els barions (com els protons o els neutrons) i els mesons (com els pions o els kaons), i també és la responsable que els protons i els neutrons es mantinguin units al nucli. La força nuclear forta té un abast al voltant d'un femtòmetre (de vegades anomenat fermi en honor d'Enrico Fermi), uns 10-15 metres, i ha de ser prou forta com per a contrarestar la intensa força repulsiva que hi ha entre els protons; l'energia de la força nuclear forta entre dos protons és de l'ordre de MeV (megaelectró volt). La força nuclear forta no és afectada per la càrrega elèctrica de les partícules: afecta per igual protons i neutrons. La teoria que explica aquesta força és la cromodinàmica quàntica (QCD de l'anglès quantum chromodynamics), que va ser proposada el 1973 per Harald Fritzsch, Heinrich Leutwyler i Murray Gell-Mann.

## Història
Abans de la dècada del 1970, els físics no sabien de cert quin era el mecanisme que mantenia unit el nucli atòmic. Se sabia que el nucli estava format per protons i neutrons i que els protons tenien una càrrega elèctrica positiva mentre que els neutrons eren elèctricament neutres. No obstant això, aquests fets semblaven contradir-se. Segons el coneixement de la física acceptat en aquell moment, les càrregues positives s'havien de repel·lir entre si i, per tant, el nucli s'havia d'arribar a trencar. Però això no s'observava mai. I, per tant, calia una nova física per a explicar aquest fenomen.
Més tard, es va descobrir que els protons i els neutrons no eren partícules fonamentals, sinó que eren formats per altres partícules més petites anomenats quarks. La forta atracció que hi havia entre els nucleons era l'efecte secundari d'una força més fonamental que mantenia units els quarks dins els protons i els neutrons. La teoria de la cromodinàmica quàntica explica que els quarks porten el que s'anomena càrrega de color, tot i que malgrat el nom no hi ha cap relació amb els colors visibles.
Els quarks amb diferent càrrega de color s'atreuen entre si com a resultat de la interacció forta, que es transmet mitjançant uns bosons, unes partícules anomenades gluons.

## Introducció

### Forces en el nucli atòmic
Abans de la dècada del 1970, se suposava que el protó i el neutró eren partícules fonamentals. Llavors, l'expressió força forta o força nuclear forta es referia al que avui en dia s'anomena força nuclear o força forta residual. Aquesta força forta residual és la responsable de la cohesió del nucli i avui dia s'interpreta com el camp de força associat a pions emesos per protons, neutrons i altres hadrons (ja siguin barions o mesons). D'acord amb la cromodinàmica quàntica, l'existència d'aquest camp de pions que manté unit el nucli atòmic és només un efecte residual de la veritable força forta que actua sobre els components interns dels hadrons, els quarks. Les forces que mantenen units els quarks són molt més fortes que les que mantenen units neutrons i protons. De fet, les forces entre quarks són degudes als gluons i són tan fortes que produeixen l'anomenat confinament de color que impossibilita observar quarks nus a temperatures ordinàries, mentre que en nuclis pesants sí que és possible separar alguns protons o neutrons per fissió nuclear o bombardeig amb partícules ràpides del nucli atòmic.
Històricament, la força nuclear forta es va postular de manera teòrica per a compensar les forces electromagnètiques repulsives que se sabia que existien a l'interior del nucli, en descobrir que aquest estava compost per protons de càrrega elèctrica positiva i neutrons de càrrega elèctrica nul·la. Es va postular també que el seu abast no podia ser més gran que el mateix radi del nucli perquè altres nuclis propers no la sentissin, ja que si tingués un abast major tots els nuclis de l'Univers s'haurien col·lapsat per formar un gran conglomerat de massa nuclear. Per aquesta raó, se la va denominar per aquell temps força forta. El model de Yukawa (1935) explicava satisfactòriament molts aspectes de la força nuclear forta o força forta residual.

### Model de quarks
Després del descobriment d'una gran quantitat d'hadrons que no semblaven exercir cap paper fonamental en la constitució dels nuclis atòmics, es va encunyar l'expressió zoològic de partícules, donada la salvatge profusió de diferents tipus de partícules l'existència de les quals no s'entenia bé.
Moltes d'aquestes partícules semblaven interaccionar mitjançant un tipus d'interacció semblant a la força forta, per la qual cosa es van buscar esquemes per comprendre aquesta diversitat de partícules. Un model postulat per explicar l'existència de tota la gran varietat de barions i mesons fou el model de quarks del 1963. Aquest model postulava que els hadrons i mesons trobats experimentalment eren, de fet, combinacions de quarks més elementals. Posteriorment, experiments a més altes energies mostraren que els mateixos barions no semblaven ser elementals i semblaven constituïts de parts que es mantenien unides entre si per algun tipus d'interacció incomprès. Aquests descobriments, finalment, van poder ser interpretats de manera natural en termes de quarks.
L'acceptació dels quarks com a constituents dels hadrons permeté reduir la varietat continguda en el zoològic de partícules a un nombre de constituents elementals molt més reduït, però va obrir el problema de com aquests constituents més elementals s'unien entre si per formar neutrons, protons i altres hadrons. Atès que aquesta força havia de ser molt intensa, va començar a usar-se el terme "força forta" o "interacció forta" en lloc de "força nuclear forta", ja que la interacció forta apareixia en contextos diferents del nucli atòmic. Els intents teòrics per a comprendre les interaccions entre quarks conduí a la cromodinàmica quàntica, una teoria sobre la força forta que descriu la interacció dels quarks amb un camp de gluons, que és el que forma realment els protons i neutrons (que definitivament van deixar de ser considerats com a partícules elementals). Durant algun temps després, es va denominar força forta residual la que anteriorment s'havia anomenat força forta, i s'anomenà la nova interacció forta força de color.

## Principis
La teoria que descriu la interacció forta és la cromodinàmica quàntica, també coneguda pel seu acrònim anglès QCD (Quantum ChromoDynamics), que forma part del model estàndard de la física de partícules. Segons aquesta teoria, cada quark porta una càrrega de color que pot ser de tres tipus: blava, verda o vermella. Aquests colors són només uns noms que identifiquen cada tipus de càrrega, sense que n'hi hagi cap amb els colors en el seu sentit habitual. Per la seva banda, els antiquarks porten una càrrega antiblava (també rep el nom de groga, verd + vermell), antiverda (també anomenada magenta, blau + vermell) o antivermella (també anomenada cian, blau + verd). Un hadró només pot existir si el color de la seva càrrega total és neutre o blanc, el que seria un singlet de color. Un mesó es compon d'un parell quark-antiquark, que només pot ser una combinació simètrica de blau-antiblau, verd-antiverd o vermell-antivermell. De la mateixa manera, un barió estarà format per tres quarks, o tres antiquarks, que hauran de portar un color diferent blau, verd i vermell o antiblau, antiverd i antivermell, de manera que la suma dels tres colors serà neutra.

La interacció de quarks dins d'un neutró es deu a la força forta

Els gluons, que són els intermediaris de la interacció forta, porten al mateix temps un color i un anticolor, per exemple, blau-antivermell o bé verd-antiblau. Hi ha nou possibilitats de combinació de color i anticolor, però només hi ha vuit gluons a causa de raons matemàtiques derivades de la simetria de Galga SU(3), que és la base de la cromodinàmica quàntica; la combinació lineal blau-antiblau + verd-antiverd + vermell-antivermell és completament neutra i no correspon a cap gluó. La interacció d'un gluó amb un quark pot modificar el color del quark: un gluó blau-antivermell absorbit per un quark vermell el transforma en un quark blau; o un quark verd podria emetre un gluó verd-antivermell i esdevindria vermell. Una conseqüència d'aquest mecanisme és que la càrrega de color d'un quark canviarà de manera contínua per intercanvi de gluons amb els seus veïns, però la càrrega total d'un sistema de partícules aïllat es conservarà al llarg del temps. El parell quark-antiquark d'un mesó passa constantment de vermell-antivermell a verd-antiverd, per intercanvi d'un gluó vermell-antiverd, o a blau-antiblau, etc. Només la suma dels colors és neutra.
Una característica particular de la interacció forta és que també actua sobre les seves partícules mediadores, és a dir, els gluons, actuant sobre la seva càrrega de color. Per exemple, un gluó verd-antivermell pot absorbir un gluó blau-antiverd per a esdevenir un de blau-antivermell. Aquest fenomen és marginal en el cas de les altres interaccions fonamentals: el fotó, per exemple, no està carregat elèctricament (de fet, la interacció feble presenta una característica semblant amb la càrrega dels W+ i W–, però les conseqüències d'aquesta interacció són negligibles). Per a la interacció forta, aquesta característica comporta que el seu radi d'acció sigui de molt curt abast, de l'ordre del diàmetre d'un hadró (~ 1 fm). Una altra conseqüència és que la força entre dos quarks és gairebé constant, a diferència d'altres interaccions en què la força disminueix de manera inversament proporcional al quadrat de la distància; en el cas de la interacció forta, el comportament és el contrari i la força augmenta a mesura que se n'incrementa la distància. Per tant, si intentem de separar dos quarks, s'haurà d'esmerçar una quantitat d'energia que s'anirà incrementant a mesura que n'augmenti la distància. En un moment donat, s'haurà proporcionat prou energia per a crear nous quarks o antiquarks que s'uniran als quarks inicial per a crear nous hadrons.
Això explica el fet que no podem observar un únic quark; qualsevol intent d'aïllar un quark (o un gluó) conduirà a la creació de nous quarks que formaran un hadró amb el primer quark. Aquest fenomen s'anomena confinament dels quarks. Paral·lelament a això, dos quarks que són molt a prop pràcticament no interaccionen i els podem considerar lliures (com els dos extrems d'una molla en repòs), és el que s'anomena llibertat asimptòtica, descoberta l'any 1973 de manera independent per David Gross i Frank Wilczek per una banda i David Politzer de l'altra, i que els va valdre el Premi Nobel de Física del 2004. L'any 2000, el CERN va presentar proves d'un nou estat de la matèria, el plasma de quarks i gluons, que hauria existit una desena de microsegons abans del big-bang; en aquest estat, els quarks i els gluons serien en un estat completament lliure sense formar partícules més complexes.

### Interacció forta residual

Animació de la força nuclear (o força forta residual): la interacció entre un protó i un neutró. Els petits cercles dobles de color són gluons, en què es pot veure la unió del protó i el neutró junts. Els gluons també tenen la combinació de quarks-antiquarks junts anomenat pió i, per tant, ajuden a transmetre una part residual de la força forta, també entre els hadrons

L'efecte residual de la força forta és el que anomenem la força nuclear. Aquesta força nuclear actua entre els hadrons, com el nucleons del nucli atòmic. Aquesta força forta residual, actuant indirectament, transmet els gluons que formen part dels pions i els mesons ro virtuals, que al seu torn transmeten la força nuclear entre els nucleons.
La força forta residual és un residu menor de la força forta que uneix els quarks en protons i neutrons. Aquesta mateixa força és molt més feble entre els neutrons i els protons, perquè és sobretot neutralitzada dins d'aquests, de la mateixa manera que les forces electromagnètiques entre àtoms neutres (forces de van der Waals) són molt més febles que les forces electromagnètiques que mantenen els àtoms internament units.
A diferència de la força forta en si mateixa, la força nuclear o força forta residual disminueix en intensitat, i molt, amb la distància. La disminució és aproximadament com una potència exponencial negativa de la distància, encara que no hi ha una expressió simple coneguda per expressar-ho: vegeu potencial de Yukawa. Aquest fet, juntament amb el descens menys ràpid de la força electromagnètica entre els protons amb la distància, provoca la inestabilitat dels grans nuclis atòmics, com tots aquells amb un nombre atòmic més gran de 82.

### Potencial de Yukawa
Hideki Yukawa va demostrar, a la dècada tercera del segle xx, que aquest potencial apareix per l'intercanvi de camps escalars massius. Aquest tipus de potencial té diverses aplicacions entre si, la interacció entre dos nucleons. Dos nucleons poden experimentar interacció forta de tipus atractiu a causa de l'intercanvi de pions carregats, d'una manera similar a com dues partícules interaccionen de manera electromagnètica mitjançant bescanvi de fotons. Així com el camp electromagnètic és "transportat" per fotons, el camp piònic descrit pel potencial de Yukawa que expressa, és "transportat" per pions.
En l'expressió del potencial de Yukawa com a expressió d'un camp piònic estàtic, la massa del pió és el paràmetre que apareix en l'exponent del potencial de Yukawa. Com el camp piònic mitjancer entre nucleons és màssic, la força corresponent té un cert rang a causa del seu decreixement, i n'està el rang inversament proporcional a la massa. La massa dels pions prediu unes distàncies típiques d'actuació de la força nuclear forta de l'ordre del nucli atòmic. És a dir, el potencial de Yukawa establia que la força nuclear forta té un abast tan petit (de l'ordre del nucli atòmic), ja que, en ser les partícules mediadores del camp massives, la seva intensitat havia de decaure molt més ràpid que la llei de la inversa del quadrat. Quan les partícules mediadores tenen massa nul·la, l'exponent del potencial de Yukawa és zero i el potencial de Yukawa es converteix en un potencial de Coulomb, que té un rang infinit i decau amb la inversa del quadrat.

## Cromodinàmica quàntica
Actualment, la interacció forta es considera que queda ben explicada per la cromodinàmica quàntica (les sigles en anglès en són QCD, de Quantum Chromodynamics). La cromodinàmica quàntica és una teoria que forma part del model estàndard de la física de partícules i, matemàticament, és una teoria de gauge no abeliana basada en un grup de simetria interna (gauge), basada en el grup SU(3). D'acord amb aquesta teoria, la dinàmica dels quarks ve donada per un lagrangià que és invariant sota transformacions del grup SU(3). Aquesta invariància, pel teorema de Noether, comporta l'existència de magnituds conservades o lleis de conservació especials. Concretament, la invariància d'aquest lagrangià sota SU(3) implica l'existència de certes càrregues de color, en certa manera anàlogues a la conservació de la càrrega elèctrica (que va associada a la invariància sota el grup U(1)). La cromodinàmica quàntica descriu, per tant, la interacció d'objectes que contenen càrrega de color, i com l'existència d'aquestes càrregues de color comporta l'existència d'un camp galga associat (camp de gluons), que defineix com interaccionen aquestes partícules amb càrrega de color.
La cromodinàmica quàntica, com a teoria de galga, implica que perquè hi hagi invariància galga local, ha d'existir un camp associat a la simetria, que és el camp de gluons. Els quarks, portadors de càrrega de color, interaccionen entre si intercanviant gluons, que és el que provoca que estiguin lligats els uns als altres. Al seu torn, els mateixos gluons tenen càrrega de color, per la qual cosa interaccionen al seu torn entre si. A més, la cromodinàmica quàntica explica que hi hagi dos tipus d'hadrons: els barions (formats per tres quarks cadascun amb càrregues de color diferents) i els mesons (formats per dos quarks conjugats entre si amb càrregues de color oposades). Tots els hadrons, formats per quarks, interaccionen entre si mitjançant la força forta (encara que poden interaccionar dèbilment, electromagnèticament i gravitatòriament). La intensitat de la interacció forta ve donada per una constant d'acoblament característica, molt més gran que les associades a interacció electromagnètica i gravitatòria. Per tant, la cromodinàmica quàntica explica tant la cohesió del nucli atòmic com la integritat dels hadrons mitjançant una teoria de la "força associada al color" de quarks i antiquarks. Als quarks i antiquarks, a més de les altres característiques atribuïdes a la resta de partícules, se'ls assigna una característica nova, la "càrrega de color", i la interacció forta entre si es transmet mitjançant altres partícules, anomenades gluons. Aquests gluons són elèctricament neutres, però tenen "càrrega de color" i, per això, també estan sotmesos a la força forta. La força entre partícules amb càrrega de color és molt forta, molt més que l'electromagnètica o la gravitatòria, fins a tal punt que s'hi presenta confinament de color.

### Teoria de la gran unificació
El 2009, els intents d'unificar les forces fonamentals per mitjà de la mecànica quàntica encara continuen. L'electrodinàmica quàntica (o "electromagnetisme quàntic"), que és actualment la teoria física comprovada amb més precisió de la qual es disposa actualment, ha estat fusionada amb èxit amb la força nuclear feble per formar la força electrofeble, i s'estan fent esforços per unir la força electrofeble i la força nuclear forta per formar la força electroforta. Les prediccions indiquen que a aproximadament 10¹⁴ GeV, aquestes tres forces es fusionen en un sol camp unificat. Més enllà d'aquesta "gran unificació", s'especula que potser seria possible unir la gravetat amb les altres tres simetries de galga, una cosa que s'espera que es produeixi a una energia d'aproximadament 1019 GeV. Tanmateix (i malgrat el fet que la relativitat especial està incorporada harmoniosament amb l'electrodinàmica quàntica), la relativitat general expandida, actualment la millor teoria per a descriure la força gravitatòria, no ha estat incorporada a la teoria quàntica.

### Càrrega de color
Els quarks, antiquarks i els gluons són les úniques partícules fonamentals que contenen càrrega de color no nul·la, i que per tant participen en les interaccions fortes. Els gluons, partícules portadores de la força nuclear forta, que mantenen units els quarks per a formar altres partícules, com s'ha explicat, també tenen càrrega de color i, per tant, poden interaccionar entre si. Un efecte que derivaria d'això és l'existència teòrica d'agrupacions de gluons (gluboles). Els quarks poden presentar sis tipus de càrrega: vermell, blau, verd, anti-vermell, anti-blau i anti-verd. Les càrregues anti-vermell, anti-blau i anti-verd estan relacionades amb les corresponents vermell, blau i verd de manera similar a com ho estan les càrregues elèctriques negatives i positives. Els gluons, per la seva banda, tenen un tipus de càrrega més complex: la seva càrrega sempre és la combinació d'un color o anticolor diferent (per exemple, es pot tenir un gluó vermell-anti-blau o gluó verd-anti-vermell, etc.)

### Força nuclear forta com a força residual
La força que fa que els constituents del nucli d'un àtom romanguin units està associada a la interacció nuclear forta, encara que avui dia sabem que aquesta força que manté units protons i neutrons en el nucli és una força residual de la interacció entre els quarks i els gluons que componen aquestes partícules (up i down). Seria similar a l'efecte de les forces d'enllaç que apareixen entre els àtoms per a formar les molècules, enfront de la interacció elèctrica entre les càrregues elèctriques que formen aquests àtoms (protons i electrons), però la seva naturalesa és totalment diferent.
Abans de la cromodinàmica quàntica, es considerava que aquesta força residual que mantenia units els protons del nucli era l'essència de la interacció nuclear forta, encara que avui dia s'assumeix que la força que uneix els protons és un efecte secundari de la força de color entre quarks, de manera que les interaccions entre quarks es consideren un reflex més fonamental de la força forta.
La força nuclear forta entre nucleons es realitza mitjançant pions, que són bosons màssics, i per aquesta raó aquesta força té tan curt abast. Cada neutró o protó pot "emetre" i "absorbir" pions carregats o neutres; l'emissió de pions carregats comporta la transmutació d'un protó en neutró o viceversa (de fet, en termes de quarks, aquesta interacció es deu a la creació d'un parell quark-antiquark: el pió carregat no serà més que un estat lligat d'un dels quarks originals i més un quark o antiquark dels que s'acaben de crear). L'emissió o absorció de pions carregats responen a alguna de les dues interaccions següents:

{\displaystyle p^{+}+n^{0}\to (n^{0}+\pi ^{+})+n^{0}\to n^{0}+(\pi ^{+}+n^{0})\to n^{0}+p^{+}}
{\displaystyle n^{0}+p^{+}\to (p^{+}+\pi ^{-})+p^{+}\to p^{+}+(\pi ^{-}+p^{+})\to p^{+}+n^{0}}

En la primera reacció anterior, un protó emet inicialment un pió positiu i es converteix en un neutró; el pió positiu és reabsorbit per un neutró i es converteix en un protó: l'efecte net d'aquest intercanvi és una força atractiva. En la segona, un neutró emet un pió negatiu i esdevé un protó; el pió negatiu, en ser reabsorbit per un altre protó, dona lloc a un neutró. Des d'un punt de vista semiclàssic, el camp de pions es pot aproximar mitjançant un potencial de Yukawa:

{\displaystyle V(r)=-{\frac {g_{s}}{4\pi r}}e^{-{\frac {mrc}{\hbar }}}}

En què:
{\displaystyle g_{s}\,}, és la constant d'acoblament que dona la intensitat de la força efectiva.
{\displaystyle m\,}, és la massa del pió intercanviat.
{\displaystyle r\,}, és la distància entre nucleons.
{\displaystyle c,\hbar \,}, són la velocitat de la llum i la constant de Planck racionalitzada.
Pel que fa a molt petites distàncies, la interacció decau aproximadament segons la inversa del quadrat; però, a distàncies de l'ordre del nucli atòmic, predomina el decreixement exponencial, per la qual cosa a distàncies superiors a les atòmiques l'efecte dels pions és pràcticament imperceptible.